# Atletiek op de Olympische Zomerspelen 2020
Atletiek is een van de sporten die beoefend werd op de Olympische Zomerspelen 2020 in Tokio, Japan. De onderdelen werden afgewerkt tijdens de laatste tien dagen van de Spelen, van 30 juli tot en met 8 augustus 2021.
Atletiek was met 48 onderdelen de omvangrijkste sport op de Spelen. Er zijn 24 onderdelen voor de mannen, 23 voor de vrouwen en 1 gemengd. De onderdelen voor de vrouwen zijn bijna hetzelfde als voor de mannen. Alleen bij het hordelopen (mannen 110 meter, vrouwen 100 meter) en bij de meerkamp (mannen tienkamp, vrouwen zevenkamp) zijn er verschillen. De 50 km snelwandelen is het enige onderdeel dat alleen door mannen wordt beoefend. De 4x400 meter gemengde estafette staat voor het eerst op het programma.

## Locatie
De stadiononderdelen vonden plaats in het Nieuw Olympisch Stadion. De marathon en het snelwandelen waren initieel voorzien te starten in de tuinen van het Japans keizerlijk paleis, de Kokyo maar na de kritiek volgend op de wereldkampioenschappen atletiek 2019 in Doha omtrent de klimatologische omstandigheden waarin de marathon afgewerkt diende te worden, besliste het Japans Olympisch Comité en het IOC de marathon en het snelwandelen te verplaatsen van Tokio naar het veel koelere noordelijke eiland Hokkaido met start en aankomst in het Odori Park in Sapporo, gekend van de marathon van Hokkaido.

## Kwalificatie
Deelnemers per land
In totaal nemen er ongeveer 1900 atleten in de atletiek deel. Elk land mag per onderdeel maximaal drie atleten laten deelnemen en een atleet als reserve aanmelden, waarbij elke atleet aan de kwalificatienorm moet voldoen. Elk land dat geen atleten had die aan de kwalificatienorm voldeden, mocht per sekse één atleet laten deelnemen, ongeacht de prestaties.
Leeftijd
Aan de marathon en 50 kilometer snelwandelen mogen alleen atleten meedoen die in het jaar van de Spelen twintig jaar of ouder waren (geboren in 2001 of eerder). Deelnemers aan de werpnummers, de 10.000 meter, 20 kilometer snelwandelen, zevenkamp en de tienkamp moeten ten minste achttien jaar zijn of worden in 2021 (geboren in 2003 of eerder). Deelnemers aan de overige onderdelen moeten ten minste zestien jaar zijn of worden in 2021 (geboren in 2005 of eerder).
Kwalificatienormen
De kwalificatienormen waren op maart 2019 door de IAAF vastgesteld en bekendgemaakt.
De kwalificatienorm voor de 10.000 meter en de meerkamp moest worden gehaald tussen 1 januari 2019 en 5 april 2020 of tussen 1 december 2020 en 31 mei 2021 voor de marathon en snelwandelonderdelen begon de tweede kwalificatieperiode op 1 september 2020 . De norm voor de overige individuele onderdelen moest worden gehaald tussen 1 mei 2019 en 5 april 2020 of 1 december 2020 en 29 juni 2021.
| Onderdeel            | Mannen   | Vrouwen  |
| -------------------- | -------- | -------- |
| 100 m                | 10,05    | 11,15    |
| 200 m                | 20,24    | 22,80    |
| 400 m                | 44,90    | 51,35    |
| 800 m                | 1.45,20  | 1.59,50  |
| 1500 m               | 3.35,00  | 4.04,20  |
| 5000 m               | 13.13,50 | 15.10,00 |
| 10.000 m             | 27.28,00 | 31.25,00 |
| 100 m hordelopen     | -        | 12,84    |
| 110 m hordelopen     | 13,32    | -        |
| 400 m hordelopen     | 48,90    | 55,40    |
| 3000 m steeplechase  | 8.22,00  | 9.30,00  |
| Hoogspringen         | 2,33 m   | 1,96 m   |
| Polsstokhoogspringen | 5,80 m   | 4,70 m   |
| Verspringen          | 8,22 m   | 6,83 m   |
| Hink-stap-springen   | 17,14 m  | 14,33 m  |
| Kogelstoten          | 21,10 m  | 18,50 m  |
| Discuswerpen         | 66,00 m  | 63,50 m  |
| Kogelslingeren       | 77,50 m  | 72,50 m  |
| Speerwerpen          | 85,00 m  | 64,00 m  |
| Zevenkamp            | -        | 6430 pnt |
| Tienkamp             | 8350 pnt | -        |
| 20 km snelwandelen   | 1:21.00  | 1:31.00  |
| 50 km snelwandelen   | 3:50.00  | -        |
| Marathon             | 2:11.30  | 2:29.30  |

## Wedstrijdschema[1]
LegendaO = ochtendsessie   A = avondsessie
K = Kwalificatie   S = Series   ½ = Halve finales   F = Finale
| Datum →              | 30 | 30 | 31 | 31 | 1 | 1 | 1 | 2 | 2 | 3 | 3 | 3 | 4 | 4 | 5 | 5 | 6 | 6 | 7 | 7 | 8 | 8 |
| Onderdeel ↓          | O  | A  | O  | A  | O | A | A | O | A | O | A | A | O | A | O | A | O | A | O | A | O | A |
| -------------------- | -- | -- | -- | -- | - | - | - | - | - | - | - | - | - | - | - | - | - | - | - | - | - | - |
| 100 m                |    |    | K  | S  |   | ½ | F |   |   |   |   |   |   |   |   |   |   |   |   |   |   |   |
| 200 m                |    |    |    |    |   |   |   |   |   | S | ½ | ½ |   | F |   |   |   |   |   |   |   |   |
| 400 m                |    |    |    |    | S |   |   |   | ½ |   |   |   |   |   |   | F |   |   |   |   |   |   |
| 800 m                |    |    | S  |    |   | ½ | ½ |   |   |   |   |   |   | F |   |   |   |   |   |   |   |   |
| 1500 m               |    |    |    |    |   |   |   |   |   | S |   |   |   |   |   | ½ |   |   |   | F |   |   |
| 5000 m               |    |    |    |    |   |   |   |   |   |   |   | S |   |   |   |   |   | F |   |   |   |   |
| 10.000 m             |    | F  |    |    |   |   |   |   |   |   |   |   |   |   |   |   |   |   |   |   |   |   |
| 110 m horden         |    |    |    |    |   |   |   |   |   |   | S | S | ½ |   |   | F |   |   |   |   |   |   |
| 400 m horden         | S  |    |    |    |   | ½ | ½ |   |   | F |   |   |   |   |   |   |   |   |   |   |   |   |
| 3000 m steeplechase  | S  |    |    |    |   |   |   |   | F |   |   |   |   |   |   |   |   |   |   |   |   |   |
| 4x100 m              |    |    |    |    |   |   |   |   |   |   |   |   |   |   | S |   |   | F |   |   |   |   |
| 4x400 m              |    |    |    |    |   |   |   |   |   |   |   |   |   |   |   |   |   | S |   | F |   |   |
| Marathon             |    |    |    |    |   |   |   |   |   |   |   |   |   |   |   |   |   |   |   |   | F |   |
| 20 km snelwandelen   | F  |    |    |    |   |   |   |   |   |   |   |   |   |   |   |   |   |   |   |   |   |   |
| 50 km snelwandelen   |    |    |    |    |   |   |   |   |   |   |   |   |   |   |   |   | F |   |   |   |   |   |
| Verspringen          |    |    | K  |    |   |   |   | F |   |   |   |   |   |   |   |   |   |   |   |   |   |   |
| Hink-stap-springen   |    |    |    |    |   |   |   |   |   | K |   |   |   |   | F |   |   |   |   |   |   |   |
| Hoogspringen         | K  |    |    |    |   | F | F |   |   |   |   |   |   |   |   |   |   |   |   |   |   |   |
| Polsstokhoogspringen |    |    | K  |    |   |   |   |   |   |   | F | F |   |   |   |   |   |   |   |   |   |   |
| Kogelstoten          |    |    |    |    |   |   |   |   |   |   |   | K |   |   | F |   |   |   |   |   |   |   |
| Discuswerpen         | K  |    |    | F  |   |   |   |   |   |   |   |   |   |   |   |   |   |   |   |   |   |   |
| Speerwerpen          |    |    |    |    |   |   |   |   |   |   |   |   | K |   |   |   |   |   |   | F |   |   |
| Kogelslingeren       |    |    |    |    |   |   |   | K |   |   |   |   |   | F |   |   |   |   |   |   |   |   |
| Tienkamp             |    |    |    |    |   |   |   |   |   |   |   |   | F | F | F | F |   |   |   |   |   |   |

| Datum →              | 30 | 30 | 31 | 31 | 31 | 1 | 1 | 2 | 2 | 3 | 3 | 4 | 4 | 4 | 5 | 5 | 6 | 6 | 7 | 7 | 8 | 8 |
| Onderdeel ↓          | O  | A  | O  | A  | A  | O | A | O | A | O | A | O | A | A | O | A | O | A | O | A | O | A |
| -------------------- | -- | -- | -- | -- | -- | - | - | - | - | - | - | - | - | - | - | - | - | - | - | - | - | - |
| 100 m                | K  | S  |    | ½  | F  |   |   |   |   |   |   |   |   |   |   |   |   |   |   |   |   |   |
| 200 m                |    |    |    |    |    |   |   | S | ½ |   | F |   |   |   |   |   |   |   |   |   |   |   |
| 400 m                |    |    |    |    |    |   |   |   |   | S |   |   | ½ | ½ |   |   |   | F |   |   |   |   |
| 800 m                | S  |    |    | ½  | ½  |   |   |   |   |   | F |   |   |   |   |   |   |   |   |   |   |   |
| 1500 m               |    |    |    |    |    |   |   | S |   |   |   |   | ½ | ½ |   |   |   | F |   |   |   |   |
| 5000 m               |    | S  |    |    |    |   |   |   | F |   |   |   |   |   |   |   |   |   |   |   |   |   |
| 10.000 m             |    |    |    |    |    |   |   |   |   |   |   |   |   |   |   |   |   |   |   | F |   |   |
| 100 m horden         |    |    | S  |    |    |   | ½ | F |   |   |   |   |   |   |   |   |   |   |   |   |   |   |
| 400 m horden         |    |    | S  |    |    |   |   |   | ½ |   |   | F |   |   |   |   |   |   |   |   |   |   |
| 3000 m steeplechase  |    |    |    |    |    | S |   |   |   |   |   |   | F |   |   |   |   |   |   |   |   |   |
| 4x100 m              |    |    |    |    |    |   |   |   |   |   |   |   |   |   | S |   |   | F |   |   |   |   |
| 4x400 m              |    |    |    |    |    |   |   |   |   |   |   |   |   |   |   | S |   |   |   | F |   |   |
| Marathon             |    |    |    |    |    |   |   |   |   |   |   |   |   |   |   |   |   |   | F |   |   |   |
| 20 km snelwandelen   |    |    |    |    |    |   |   |   |   |   |   |   |   |   |   |   |   | F |   |   |   |   |
| Verspringen          |    |    |    |    |    | K |   |   |   | F |   |   |   |   |   |   |   |   |   |   |   |   |
| Hink-stap-springen   |    | K  |    |    |    |   | F |   |   |   |   |   |   |   |   |   |   |   |   |   |   |   |
| Hoogspringen         |    |    |    |    |    |   |   |   |   |   |   |   |   |   | K |   |   |   |   | F |   |   |
| Polsstokhoogspringen |    |    |    |    |    |   |   |   | K |   |   |   |   |   |   | F |   |   |   |   |   |   |
| Kogelstoten          |    | K  |    |    |    | F |   |   |   |   |   |   |   |   |   |   |   |   |   |   |   |   |
| Discuswerpen         |    |    | K  |    |    |   |   |   | F |   |   |   |   |   |   |   |   |   |   |   |   |   |
| Speerwerpen          |    |    |    |    |    |   |   |   |   | K |   |   |   |   |   |   |   | F |   |   |   |   |
| Kogelslingeren       |    |    |    |    |    | K |   |   |   |   | F |   |   |   |   |   |   |   |   |   |   |   |
| Zevenkamp            |    |    |    |    |    |   |   |   |   |   |   | F | F | F | F | F |   |   |   |   |   |   |

| Datum →     | 30 | 30 | 31 | 31 |
| Onderdeel ↓ | O  | A  | O  | A  |
| ----------- | -- | -- | -- | -- |
| 4x400 m     |    | S  |    | F  |

## Medaillewinnaars
LegendaWR = Wereldrecord   OR = Olympisch record   AR = Werelddeelrecord   NR = Nationaal record
WJR = Wereld jeugdrecord   WL = Beste jaarprestatie   PB = Persoonlijk record   SB = Beste seizoensprestatie

### Mannen
| Onderdeel            | Goud | Goud        | Zilver                                                                                   | Zilver          | Brons                                                           | Brons       |
| -------------------- | --- | ----------- | ---------------------------------------------------------------------------------------- | --------------- | --------------------------------------------------------------- | ----------- |
| 100 m                | Marcell Jacobs Italië                                                                                                 | 9,80 AR     | Fred Kerley Verenigde Staten                                                             | 9,84 PB         | Andre De Grasse Canada                                          | 9,89 PB     |
| 200 m                | Andre De Grasse Canada                                                                                                | 19,62 NR    | Kenny Bednarek Verenigde Staten                                                          | 19,68 PB        | Noah Lyles Verenigde Staten                                     | 19,74 SB    |
| 400 m                | Steven Gardiner Bahama's                                                                                              | 43,85 SB    | Anthony Zambrano Colombia                                                                | 44,08           | Kirani James Grenada                                            | 44,19       |
| 800 m                | Emmanuel Korir Kenia                                                                                                  | 1.45,06     | Ferguson Rotich Kenia                                                                    | 1.45,23         | Patryk Dobek Polen                                              | 1.45,39     |
| 1500 m               | Jakob Ingebrigtsen Noorwegen                                                                                          | 3.28,32 OR  | Timothy Cheruiyot Kenia                                                                  | 3.29,01         | Josh Kerr Groot-Brittannië                                      | 3.29,05 PB  |
| 5000 m               | Joshua Cheptegei Oeganda                                                                                              | 12.58,15    | Mohammed Ahmed Canada                                                                    | 12.58,61        | Paul Chelimo Verenigde Staten                                   | 12.59,05 SB |
| 10.000 m             | Selemon Barega Ethiopië                                                                                               | 27.43,22    | Joshua Cheptegei Oeganda                                                                 | 27.43,63        | Jacob Kiplimo Oeganda                                           | 27.43,88    |
| 110 m horden         | Hansle Parchment Jamaica                                                                                              | 13,04 SB    | Grant Holloway Verenigde Staten                                                          | 13,09           | Ronald Levy Jamaica                                             | 13,10       |
| 400 m horden         | Karsten Warholm Noorwegen                                                                                             | 45,94 WR    | Rai Benjamin Verenigde Staten                                                            | 46,17 AR        | Adilson dos Santos Brazilië                                     | 46,72 AR    |
| 3000 m steeplechase  | Soufiane El Bakkali Marokko                                                                                           | 8.08,90     | Lamecha Girma Ethiopië                                                                   | 8.10,31         | Benjamin Kigen Kenia                                            | 8.11,45     |
| 4x100 m              | Italië Lorenzo Patta Marcell Jacobs Eseosa Desalu Filippo Tortu                                                       | 37,50       | Groot-Brittannië Chijindu Ujah Zharnel Hughes Richard Kilty Nethaneel Mitchell-Blake     | 37,51           | Canada Aaron Brown Jerome Blake Brendon Rodney Andre De Grasse  | 37,70       |
| 4x400 m              | Verenigde Staten Michael Cherry Michael Norman Bryce Deadmon Rai Benjamin Vernon Norwood Randolph Ross Trevor Stewart | 2.55,70 SB  | Nederland Liemarvin Bonevacia Terrence Agard Tony van Diepen Ramsey Angela Jochem Dobber | 2.57,18 ŃR      | Botswana Isaac Makwala Baboloki Thebe Zibane Ngozi Bayapo Ndori | 2.57,27 AR  |
| Marathon             | Eliud Kipchoge Kenia                                                                                                  | 2:08.38     | Abdi Nageeye Nederland                                                                   | 2:09.58         | Bashir Abdi België                                              | 2:10.00     |
| 20 km snelwandelen   | Massimo Stano Italië                                                                                                  | 1:21.05     | Koki Ikeda Japan                                                                         | 1:21.14         | Toshikazu Yamanishi Japan                                       | 1:21.28     |
| 50 km snelwandelen   | Dawid Tomala Polen | 3:50.08     | Jonathan Hilbert Duitsland                                                               | 3:50.44         | Evan Dunfee Canada                                              | 3:50.59 SB  |
| Hoogspringen         | Gianmarco Tamberi Italië                                                                                              | 2,37 m      | Niet uitgereikt                                                                          | Niet uitgereikt | Maksim Nedasekau Wit-Rusland                                    | 2,37 m NR   |
| Hoogspringen         | Mutaz Essa Barshim Qatar                                                                                              | 2,37 m      | Niet uitgereikt                                                                          | Niet uitgereikt | Maksim Nedasekau Wit-Rusland                                    | 2,37 m NR   |
| Polsstokhoogspringen | Armand Duplantis Zweden                                                                                               | 6,02 m      | Chris Nilsen Verenigde Staten                                                            | 5,97 m PB       | Thiago Braz da Silva Brazilië                                   | 5,87 m SB   |
| Verspringen          | Miltiadis Tentoglou Griekenland                                                                                       | 8,41 m      | Juan Miguel Echevarría Cuba                                                              | 8,41 m          | Maykel Massó Cuba                                               | 8,21 m      |
| Hink-stap-springen   | Pedro Pablo Pichardo Portugal                                                                                         | 17,98 m NR  | Zhu Yaming China                                                                         | 17,57 m PB      | Hugues Fabrice Zango Burkina Faso                               | 17,47 m     |
| Kogelstoten          | Ryan Crouser Verenigde Staten                                                                                         | 23,30 m OR  | Joe Kovacs Verenigde Staten                                                              | 22,65 m         | Tom Walsh Nieuw-Zeeland                                         | 22,47 m SB  |
| Discuswerpen         | Daniel Ståhl Zweden                                                                                                   | 68,90 m     | Simon Petterson Zweden                                                                   | 67,39 m         | Lukas Weißhaidinger Oostenrijk                                  | 67,07 m     |
| Kogelslingeren       | Wojciech Nowicki Polen                                                                                                | 82,52 m PB  | Eivind Henriksen Noorwegen                                                               | 81,58 m NR      | Paweł Fajdek Polen                                              | 81,53       |
| Speerwerpen          | Neeraj Chopra India                                                                                                   | 87,58 m     | Jakub Vadlejch Tsjechië                                                                  | 86,67 m SB      | Vítězslav Veselý Tsjechië                                       | 85,44 m SB  |
| Tienkamp             | Damian Warner Canada                                                                                                  | 9018 OR, NR | Kevin Mayer Frankrijk                                                                    | 8726 SB         | Ashley Moloney Australië                                        | 8649 AR     |

### Vrouwen
| Onderdeel            | Goud | Goud       | Zilver | Zilver     | Brons | Brons      |
| -------------------- | --- | ---------- | --- | ---------- | --- | ---------- |
| 100 m                | Elaine Thompson-Herah Jamaica | 10,61 OR   | Shelly-Ann Fraser-Pryce Jamaica                                                                              | 10,74      | Shericka Jackson Jamaica                                                                                        | 10,76 PB   |
| 200 m                | Elaine Thompson-Herah Jamaica | 21,53 NR   | Christine Mboma Namibië                                                                                      | 21,81 WJR  | Gabrielle Thomas Verenigde Staten                                                                               | 21,87      |
| 400 m                | Shaunae Miller-Uibo Bahama's | 48,36 AR   | Marileidy Paulino Dominicaanse Republiek                                                                     | 49,20 NR   | Allyson Felix Verenigde Staten                                                                                  | 49,49 SB   |
| 800 m                | Athing Mu Verenigde Staten | 1.55,21 NR | Keely Hodgkinson Groot-Brittannië                                                                            | 1.55,88 NR | Raevyn Rogers Verenigde Staten                                                                                  | 1.56,81 PB |
| 1500 m               | Faith Chepngetich Kipyegon Kenia | 3.53,11 OR | Laura Muir Groot-Brittannië                                                                                  | 3.54,50 NR | Sifan Hassan Nederland                                                                                          | 3.55,46    |
| 5000 m               | Sifan Hassan Nederland | 14.36,79   | Hellen Obiri Kenia                                                                                           | 14.38,36   | Gudaf Tsegay Ethiopië                                                                                           | 14.38,87   |
| 10.000 m             | Sifan Hassan Nederland | 29.55,32   | Kalkidan Gezahegne Bahrein                                                                                   | 29.56,18   | Letesenbet Gidey Ethiopië                                                                                       | 30.01,72   |
| 100 m horden         | Jasmine Camacho-Quinn Puerto Rico | 12,37      | Kendra Harrison Verenigde Staten                                                                             | 12,52      | Megan Tapper Jamaica                                                                                            | 12,55      |
| 400 m horden         | Sydney McLaughlin Verenigde Staten | 51,46 WR   | Dalilah Muhammad Verenigde Staten                                                                            | 51,58 PB   | Femke Bol Nederland                                                                                             | 52,03 ER   |
| 3000 m steeplechase  | Peruth Chemutai Oeganda | 9.01,45 NR | Courtney Frerichs Verenigde Staten                                                                           | 9.04,79 SB | Hyvin Jepkemoi Kenia                                                                                            | 9.05,39    |
| 4x100 m              | Jamaica Briana Williams Elaine Thompson-Herah Shelly-Ann Fraser-Pryce Shericka Jackson Natasha Morrison Remona Burchell               | 41,02 NR   | Verenigde Staten Javianne Oliver Teahna Daniels Jenna Prandini Gabrielle Thomas English Gardner Aleia Hobbs  | 41,45 SB   | Groot-Brittannië Asha Philip Imani Lansiquot Dina Asher-Smith Daryll Neita                                      | 41,88      |
| 4x400 m              | Verenigde Staten Sydney McLaughlin Allyson Felix Dalilah Muhammad Athing Mu Kendall Ellis Lynna Irby Wadeline Jonathas Kaylin Whitney | 3.16,85 SB | Polen Natalia Kaczmarek Iga Baumgart-Witan Malgorzata Holub-Kowalik Justyna Święty-Ersetic Anna Kiełbasińska | 3.20,53 NR | Jamaica Roneisha McGregor Janieve Russell Shericka Jackson Candice McLeod Junelle Bromfield Stacey-Ann Williams | 3.21,24 SB |
| Marathon             | Peres Chepchirchir Kenia | 2:27.20 SB | Brigid Kosgei Kenia                                                                                          | 2:27.36 SB | Molly Seidel Verenigde Staten                                                                                   | 2:27.46 SB |
| 20 km snelwandelen   | Antonella Palmisano Italië | 1:29.12    | Sandra Arenas Colombia                                                                                       | 1:29.37    | Liu Hong China                                                                                                  | 1:29.57    |
| Hoogspringen         | Maria Lasitskene Russische ploeg | 2,04 m SB  | Nicola McDermott Australië                                                                                   | 2,02 m AR  | Jaroslava Mahoetsjich Oekraïne                                                                                  | 2,00 m     |
| Polsstokhoogspringen | Katie Nageotte Verenigde Staten | 4,90 m     | Anzjelika Sidorova Russische ploeg                                                                           | 4,85 m     | Holly Bradshaw Groot-Brittannië                                                                                 | 4,85 m     |
| Verspringen          | Malaika Mihambo Duitsland | 7,00 m SB  | Brittney Reese Verenigde Staten                                                                              | 6,97 m     | Ese Brume Nigeria                                                                                               | 6,97 m     |
| Hink-stap-springen   | Yulimar Rojas Venezuela | 15,67 m WR | Patricia Mamona Portugal                                                                                     | 15,01 m NR | Ana Peleteiro Spanje                                                                                            | 14,87 m NR |
| Kogelstoten          | Gong Lijiao China | 20,58 m PB | Raven Saunders Verenigde Staten                                                                              | 19,79 m    | Valerie Adams Nieuw-Zeeland                                                                                     | 19,62 m    |
| Discuswerpen         | Valarie Allman Verenigde Staten | 68,98 m    | Kristin Pudenz Duitsland                                                                                     | 66,86 m    | Yaimé Pérez Cuba                                                                                                | 65,72 m    |
| Kogelslingeren       | Anita Włodarczyk Polen | 78,48 m SB | Zheng Wang China                                                                                             | 77,03 m SB | Malwina Kopron Polen                                                                                            | 75,49 m SB |
| Speerwerpen          | Liu Shiying China | 66,34 m SB | Maria Andrejczyk Polen                                                                                       | 64,61 m    | Kelsey-Lee Barber Australië                                                                                     | 64,56 m SB |
| Zevenkamp            | Nafissatou Thiam België | 6791 SB    | Anouk Vetter Nederland                                                                                       | 6689 NR    | Emma Oosterwegel Nederland                                                                                      | 6590 PB    |

### Gemengd
| Onderdeel | Goud | Goud       | Zilver | Zilver     | Brons | Brons      |
| --------- | --- | ---------- | --- | ---------- | --- | ---------- |
| 4x400 m   | Polen Karol Zalewski Natalia Kaczmarek Justyna Święty-Ersetic Kajetan Duszyński Dariusz Kowaluk Iga Baumgart-Witan Małgorzata Hołub-Kowalik | 3.09,87 OR | Dominicaanse Republiek Lidio Andrés Feliz Marileidy Paulino Anabel Medina Alexander Ogando Luguelín Santos | 3.10,21 NR | Verenigde Staten Trevor Stewart Kendall Ellis Kaylin Whitney Vernon Norwood Elija Godwin Lynna Irby Taylor Manson Bryce Deadmon | 3.10,22 SB |

## Medaillespiegel
| Plaats | Land                   | NOC    | Goud | Zilver | Brons | Totaal |
| ------ | ---------------------- | ------ | ---- | ------ | ----- | ------ |
| 1      | Verenigde Staten       | USA    | 7    | 12     | 7     | 26     |
| 2      | Italië                 | ITA    | 5    | 0      | 0     | 5      |
| 3      | Kenia                  | KEN    | 4    | 4      | 2     | 10     |
| 4      | Polen                  | POL    | 4    | 2      | 3     | 9      |
| 5      | Jamaica                | JAM    | 4    | 1      | 4     | 9      |
| 6      | Nederland              | NED    | 2    | 3      | 3     | 8      |
| 7      | China                  | CHN    | 2    | 2      | 1     | 5      |
| 8      | Canada                 | CAN    | 2    | 1      | 3     | 6      |
| 9      | Oeganda                | UGA    | 2    | 1      | 1     | 4      |
| 10     | Zweden                 | SWE    | 2    | 1      | 0     | 3      |
| 10     | Noorwegen              | NOR    | 2    | 1      | 0     | 3      |
| 12     | Bahama's               | BAH    | 2    | 0      | 0     | 2      |
| 13     | Duitsland              | GER    | 1    | 2      | 0     | 3      |
| 14     | Ethiopië               | ETH    | 1    | 1      | 2     | 4      |
| 15     | Portugal               | POR    | 1    | 1      | 0     | 2      |
| 15     | Russische ploeg        | ROC    | 1    | 1      | 0     | 2      |
| 17     | België                 | BEL    | 1    | 0      | 1     | 2      |
| 18     | Qatar                  | QAT    | 1    | 0      | 0     | 1      |
| 18     | Venezuela              | VEN    | 1    | 0      | 0     | 1      |
| 18     | Griekenland            | GRE    | 1    | 0      | 0     | 1      |
| 18     | Puerto Rico            | PUR    | 1    | 0      | 0     | 1      |
| 18     | Marokko                | MAR    | 1    | 0      | 0     | 1      |
| 18     | India                  | IND    | 1    | 0      | 0     | 1      |
| 24     | Groot-Brittannië       | GBR    | 0    | 3      | 3     | 6      |
| 25     | Colombia               | COL    | 0    | 2      | 0     | 2      |
| 25     | Dominicaanse Republiek | DOM    | 0    | 2      | 0     | 2      |
| 27     | Australië              | AUS    | 0    | 1      | 2     | 3      |
| 27     | Cuba                   | CUB    | 0    | 1      | 2     | 3      |
| 29     | Tsjechië               | CZE    | 0    | 1      | 1     | 2      |
| 29     | Japan                  | JPN    | 0    | 1      | 1     | 2      |
| 31     | Namibië                | NAM    | 0    | 1      | 0     | 1      |
| 31     | Frankrijk              | FRA    | 0    | 1      | 0     | 1      |
| 31     | Bahrein                | BRN    | 0    | 1      | 0     | 1      |
| 34     | Brazilië               | BRA    | 0    | 0      | 2     | 2      |
| 34     | Nieuw-Zeeland          | NZL    | 0    | 0      | 2     | 2      |
| 36     | Oostenrijk             | AUT    | 0    | 0      | 1     | 1      |
| 36     | Wit-Rusland            | BLR    | 0    | 0      | 1     | 1      |
| 36     | Botswana               | BOT    | 0    | 0      | 1     | 1      |
| 36     | Nigeria                | NGR    | 0    | 0      | 1     | 1      |
| 36     | Burkina Faso           | BUR    | 0    | 0      | 1     | 1      |
| 36     | Spanje                 | ESP    | 0    | 0      | 1     | 1      |
| 36     | Grenada                | GRN    | 0    | 0      | 1     | 1      |
| 36     | Oekraïne               | UKR    | 0    | 0      | 1     | 1      |
| Totaal | Totaal                 | Totaal | 49   | 47     | 48    | 144    |

Athene 1896 · Parijs 1900 · St. Louis 1904 · Londen 1908 · Stockholm 1912 · Antwerpen 1920 · Parijs 1924 · Amsterdam 1928 · Los Angeles 1932 · Berlijn 1936 · Londen 1948 · Helsinki 1952 · Melbourne 1956 · Rome 1960 · Tokio 1964 · Mexico-stad 1968 · München 1972 · Montréal 1976 · Moskou 1980 · Los Angeles 1984 · Seoel 1988 · Barcelona 1992 · Atlanta 1996 · Sydney 2000 · Athene 2004 · Peking 2008 · Londen 2012 · Rio de Janeiro 2016  · Tokio 2020  · Parijs 2024  · Los Angeles 2028 
Medaillewinnaars mannen · vrouwen · gemengd
Atletiek · Badminton · Basketbal · Boksen · Boogschieten · Gewichtheffen · Golf · Gymnastiek · Handbal · Hockey · Honkbal · Judo · Kanovaren · Karate · Klimsport · Moderne vijfkamp · Paardensport · Roeien · Rugby · Schermen · Schietsport · Schoonspringen · Skateboarden · Softbal · Surfen · Synchroonzwemmen · Taekwondo · Tafeltennis · Tennis · Triatlon · Voetbal · Volleybal · Waterpolo · Wielersport · Worstelen · Zeilen · Zwemmen